# Manala
Manala — восьмой студийный альбом финской фолк-метал-группы Korpiklaani. Выпущен 3 августа 2012 года в двух версиях на финском и английском языках. 
Большинство песен основано на финно-угорском эпосе «Калевала». Название «Манала» — загробный мир в финской мифологии. 
Также, в альбом включена песня Metsälle, записанная в 2011 году для участия в отборе на Евровидение. 

## Список композиций

### Финская версия
Список композиций, входящих в финскую версию альбома:
1. Kunnia — 3:25;
2. Tuonelan tuvilla — 3:10;
3. Rauta — 3:06;
4. Ruumiinmultaa — 3:37;
5. Petoeläimen kuola — 3:15;
6. Synkkä — 5:25;
7. Ievan polkka — 3:08;
8. Husky's Sledge — 1:48;
9. Dolorus — 3:05;
10. Uni — 3:49;
11. Metsälle — 5:40;
12. Sumussa hämärän aamun — 6:19.

### Английская версия
Список композиций, входящих в английскую версию альбома:
1. Honor — 3:25;
2. At the Huts of the Underworld — 3:10;
3. The Steel — 3:06;
4. Soil of the Corpse – 3:37;
5. The Predator's Saliva — 3:15;
6. Dismal — 5:25;
7. Ieva's Polka — 3:08;
8. Husky Sledge — 1:48;
9. Dolorous — 3:05;
10. Dream — 3:49;
11. Off to the Hunt — 5:41.

## Участники записи
Manala — первый альбом с участием скрипача Туомаса Роунакари и последний с участием аккордеониста Юхо Кауппинена.

### Музыка
- Йонне Ярвеля — вокал, гитара, музыка (1 — 6, 9 — 12);
- Яркко Аалтонен — басс-гитара, музыка (10, 12);
- Матти «Матсон» Йоханссон — ударные;
- Юхо Кауппинен — аккордеон;
- Туомас Роунакари — скрипка, музыка (8);
- Калле «Кейн» Савиярви — гитара;
- Туомас Кескимяки — текст (1, 3, 5, 6, 10, 12);
- Юхо Йуркяс — текст (4);
- Эйно Кеттунен — текст (7).

### Производство
- Аксу Хантту —  продюсер, звукорежессер, микшер
- Сванте Форсбяк — мастеринг
- Харри Хинкка — фотография
- Ян Юрлунд — обложка

## Чарты
| Чарты (2012) | Пиковая позиция |
| ------------ | --------------- |
| Австрия      | 60              |
| Бельгия      | 180             |
| Германия     | 47              |
| Финляндия    | 19              |
| Швейцария    | 70              |
| Япония       | 243             |

## Оценка
- Imperiumi.net: 8/10[16]
- Kaaoszine: 8/10[17]
- Soundi: 3/5[18]
- Metalhammer: 4/5[19]